# 황소자리 제타

황소자리 제타는 황소자리 방향으로 지구에서 약 417 광년 떨어져 있는 항성이다. 고대 바빌로니아 사람들은 이 별을 '슈르나르카브티-샤-슈투'라고 불렀는데 이는 '남방을 향하는 황소자리에 있는 별'이라는 뜻이다. 황소자리 제타는 황소자리의 그림에서 소의 튀어나온 뿔에 해당된다. 이 별은 가끔 중국어명인 천관(天關, 병음:Tiānguān)에서 유래한 톈관(Tianguan)이라는 명칭으로도 불린다.
겉보기 등급은 3.00으로 그다지 눈에 띄게 밝은 별은 아니다. 그러나 제타는 실제로 매우 밝게 빛나는 청색 거성으로, 지구에서 약 417 광년 떨어져 있기 때문에 밝아 보이지 않는 것이다. 이 별은 변광성의 성질을 갖고 있는데, 구체적으로 카시오페이아자리 감마형 변광성으로 분류될 수 있다. 밝기는 2.88 ~ 3.17 사이를 요동치는데, 이는 이 별은 식쌍성이기 때문이다. 황소자리 제타를 구성하는 두 별은 약 1 천문단위(태양과 지구 사이 거리)만큼 덜어져 있다. 주성은 밝고 뜨거운 거성임에 비해 어두운 반성은 분광형 G의 별로 겉보기 등급은 5.2 정도에 불과하다. 황소자리 제타의 주성은 태양질량보다 9배 더 무거우며 나이는 2천 5백만살로 중심핵에 있던 수소를 거의 다 태운 상태이다.
이 별은 태양에 비해 무려 5,700배 정도 더 많은 빛을 뿜으며, 표면 온도는 22,000 켈빈이다. 밝기와 표면 온도를 통해 계산한 이 별의 반지름은 태양의 5.2배 정도이다. 그러나 이 별을 특별한 존재로 만드는 요인은 자전 및 질량 손실이다. 황소자리 제타의 자전 속도는 초당 330 킬로미터로 태양보다 115배 빠르다. 따라서 이 별이 한 바퀴 자전하는 데에는 하루밖에 걸리지 않는다(태양이 25일 정도 걸리는 것과 비교하면 이는 매우 빠른 속도이다). 이는 항성이 찢겨 나가는 것을 겨우 면할 정도로 빠른 속도인데, 이러한 속도 때문에 항성 주위에는 자신이 토해낸 물질이 둘리어 있다. 제타의 수소 스펙트럼 중 적색과 청색 부분에서 밝은 방출선이 관측되는데, 이 때문에 제타는 'B-방출선 항성'으로 불린다. 항성 주위에 있는 물질의 원반은 태양 반지름의 64배 정도로, 지구에서 그 각지름을 잴 수 있을 정도이다.

## 같이 보기
- 동아시아의 별자리
- 백호